# 도미니카 오스타워프스카
도미니카 오스타워프스카(Dominika Ostałowska, 1971년 2월 18일 ~ )는 폴란드의 배우이다.